# Railton Road
Railton Road est une route qui relie Brixton à Herne Hill dans le Borough londonien de Lambeth. La route est désignée par le sigle B223. À l'extrémité nord de Railton Road, elle devient Atlantic Road, reliant Brixton Road (en) à un carrefour où se trouve la station de métro Brixton. À l'extrémité sud se trouve la gare de Herne Hill (en).

## Histoire
L'émeute de Brixton de 1981, l'émeute la plus importante du XXe siècle en Angleterre, a commencé dans cette rue,. Le pub George a été incendiée, d'autres bâtiments endommagés, et la zone a été désignée sous le nom de «Front Line» (en français : ligne de front),,. Le George a été remplacé par un bar caribéen appelé Mingles en 1981, qui a perduré sous une forme ou une autre (appelé plus tard Harmony), principalement comme un club ou bar caribéen-britannique pour les fins de soirées jusqu'aux années 2000. Malgré sa réputation de délabrement, de violence et de tension raciale - et de une zone « interdite » - c'était un foyer important de la culture afro-caribéenne, de l'activité politique radicale et de la communauté ouvrière. Une grande partie de ce passé récent radical a depuis été effacée dans le processus continu de gentrification qui affecte une grande partie de la région de Brixton.

## Personnes notables
- Perle Alcock[8],[9].
- Winifred Atwell a ouvert The Winifred Atwell Salon au 82a Railton road en 1956[10].
- Rotimi Fani-Kayode a vécu et est décédé au 151 Railton Road[11].
- Darcus Howe (en)[12].
- Leila Hassan (en), rédactrice en chef de Race Today[13].
- Linton Kwesi Johnson[12].
- CLR James a vécu et est décédé au 165 Railton Road, où en 2004 English Heritage a érigé une plaque bleue[14],[15],[16].
- Olive Morris vivait au 121 Railton Road[17].
- Winifred Atwell[18].

## Organisations notables
- 198 Contemporary Arts and Learning (en).
- 121 Centre au 121 Railton Road. Le centre abritait une librairie, un café, une salle de réunion et des bureaux pour des organisations telles que The Anarchist Black Cross et la Faredodgers Association. Il a également accueilli la soirée club Dead by Dawn et les premiers sets d'artistes tels que Hectate[19]. Il a été squatté sous le nom de 121 Centre de 1981 à 1999, ce qui en fait l'un des plus longs squats continus de Londres[20]. Lorsqu'il a été expulsé, Railton Road a organisé un certain nombre de fêtes de rue pour déplorer la perte de cet important atout communautaire. Le bâtiment a été transformé en appartements.
- Groupe de femmes noires de Brixton au 121 Railton Road[21].
- Black Panther Party[21].
- South London Gay Community Centre, GLF et Brixton Fairies au numéro 78[22],[23],[24]. Le bâtiment a été démoli et transformé en appartements de luxe, sans aucune référence à son passé.
- Race Today Collective au 165 Railton Road.

## Galerie

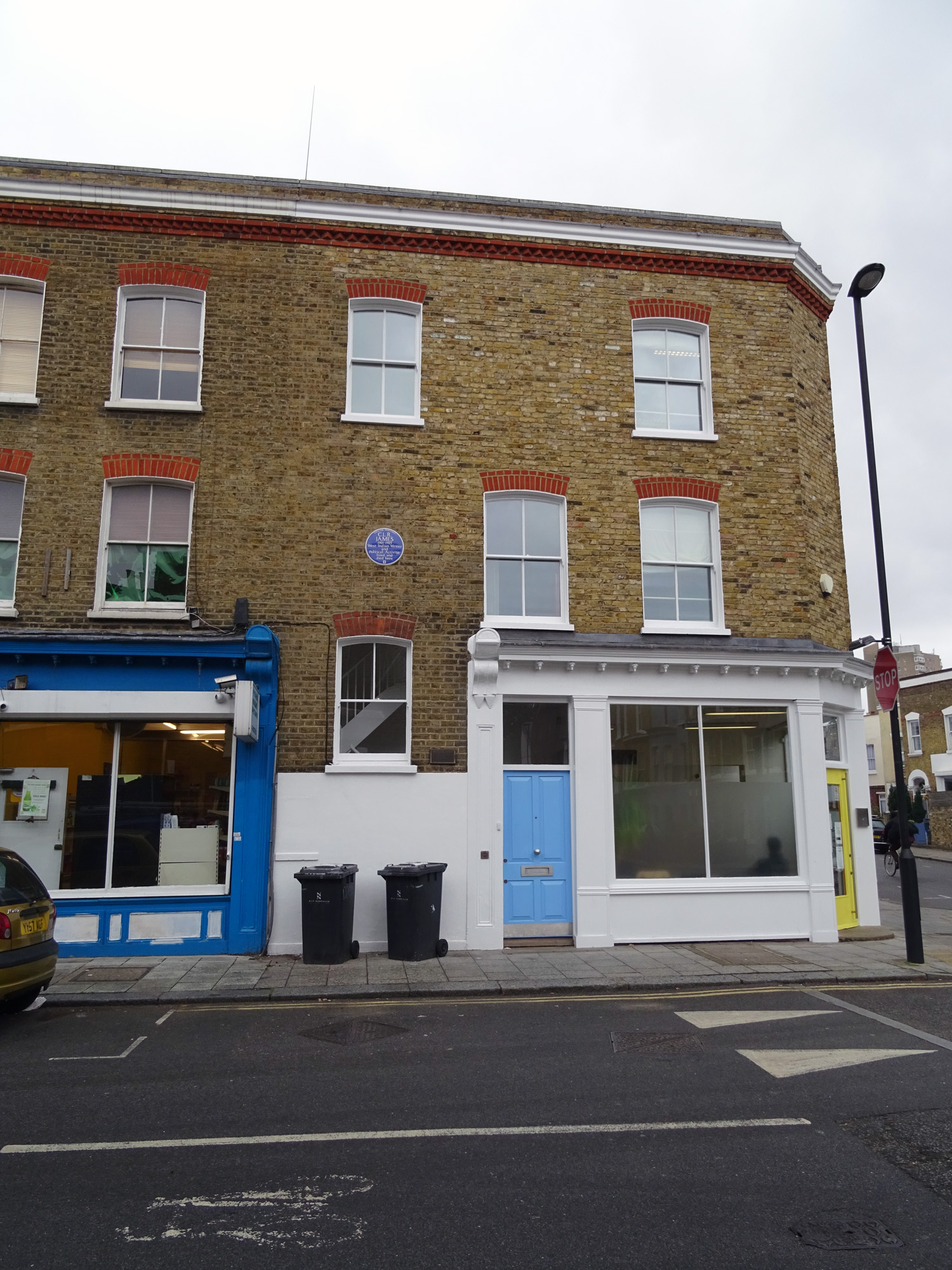
La maison de CLR James, 165 Railton Road.
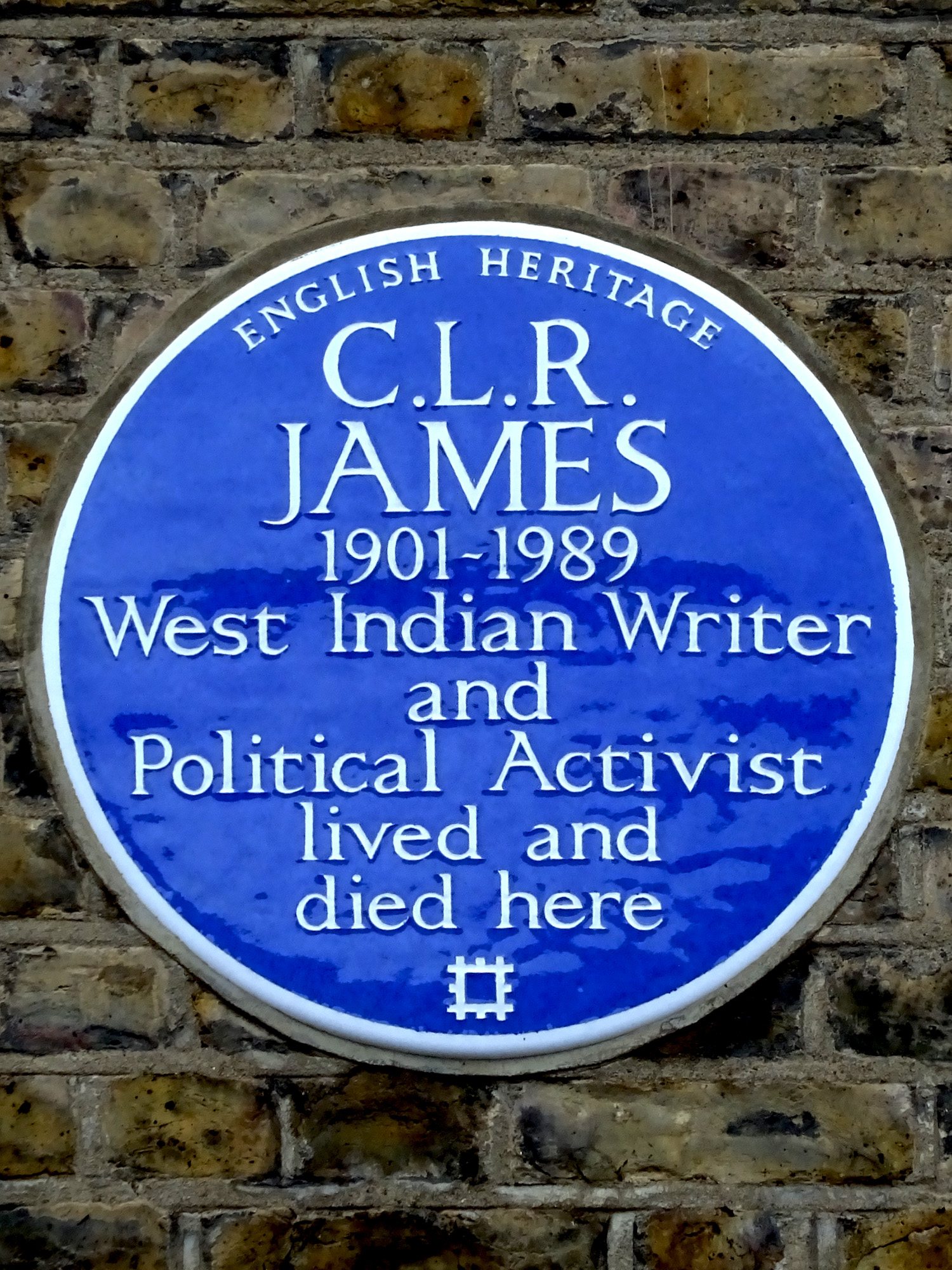
Plaque bleue au 165 Railton Road.
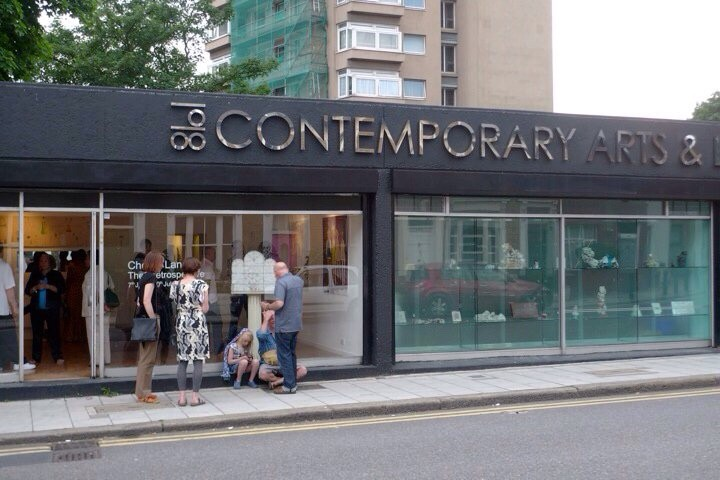
198 Arts et apprentissage contemporains, 198 Railton Road.